# Khalil Azmi
Khalil Azmi (Casablanca, Marruecos, 23 de agosto de 1964) es un exfutbolista de Marruecos que jugaba en la posición de guardameta.

## Carrera

### Club
| Periodo   | Club                   |
| --------- | ---------------------- |
| 1984-1992 | Wydad Casablanca       |
| 1992-1994 | Raja Casablanca        |
| 1995      | New Hampshire Ramblers |
| 1996      | New York Fever         |
| 1996      | Colorado Rapids        |
| 1997      | Charleston Battery     |
| 1997–1999 | Baltimore Spirit       |
| 1998      | Hershey Wildcats       |

### Selección nacional
Jugó para Marruecos en 26 ocasiones de 1987 a 1994, participó en la Copa Mundial de Fútbol de 1994 y en dos ediciones de la Copa Africana de Naciones.

## Logros
- Botola (3): 1986, 1990, 1991
- Copa del Trono (1): 1989
- Copa Africana de Clubes Campeones (1): 1992
- Liga de Campeones Árabe (1): 1992
- Supercopa Árabe (1): 1992